# José Pereira
 José Pereira (Santana do Ipanema, 26 de enero de 1991) es un tenista profesional brasilero. 

## Carrera deportiva
Su mejor ranking individual es el N.º 329 alcanzado el 22 de octubre de 2012, mientras que en dobles logró la posición 309 el 23 de diciembre de 2013.
No ha logrado hasta el momento títulos de la categoría ATP ni de la ATP Challenger Tour, aunque sí ha obtenido varios títulos Futures tanto en individuales como en dobles.